# Herzogtum Tost
Das Herzogtum Tost (polnisch Księstwo toszeckie; tschechisch Tošecké knížectví) wurde Anfang des 14. Jahrhunderts aus dem Herzogtum Beuthen herausgelöst. Residenzort war die gleichnamige Stadt Tost die heute zur polnischen Woiwodschaft Schlesien gehört.

## Geschichte

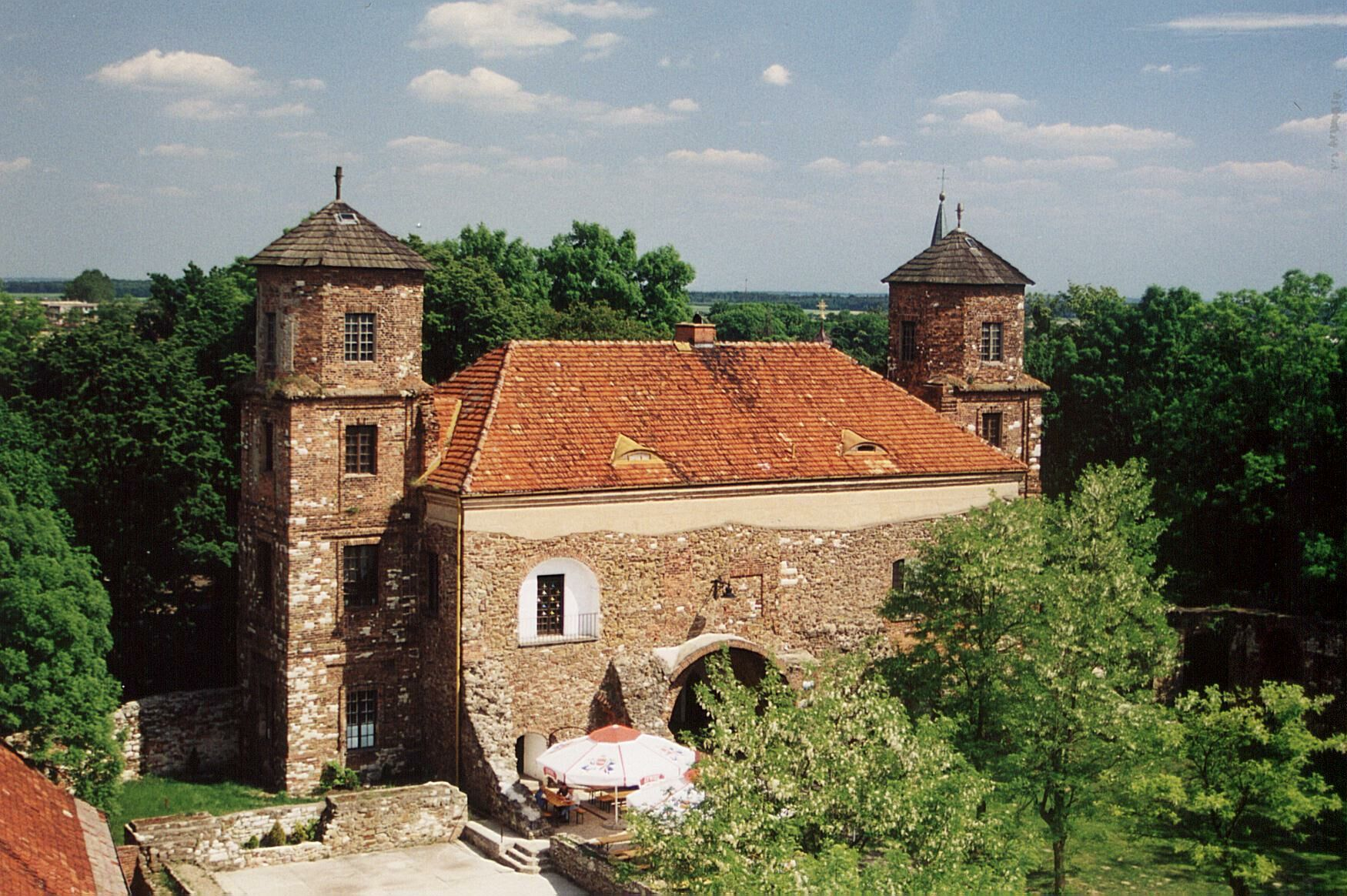
Burg Tost

Das Gebiet von Tost gehörte zunächst dem Herzog Boleslaw I. von Schlesien. 1202 eroberte es zusammen mit dem Oppelner Land Herzog Mieszko von Ratibor. Nach dem Tod des Oppelner Herzogs Wladislaus I. 1281 gelangte das Gebiet von Tost an das neu gegründete Herzogtum Beuthen, dessen erster Herzog Kasimir II. war. Er huldigte als erster schlesischer Herzog bereits am 10. Januar 1289 in Prag freiwillig dem böhmischen König Wenzel II. Gleichzeitig übernahm er mit Zustimmung seiner Söhne sein Land als ein Lehen der Krone Böhmen. Noch zu seinen Lebzeiten gliederte er aus dem Herzogtum Beuthen das Gebiet von Tost für den ältesten Sohn Boleslaus aus, der bereits 1304 als Herzog von Tost titulierte und vermutlich bis 1320 auf der Burg Tost residierte. Nach dessen Tod 1328 erbte das Herzogtum Tost sein Bruder Wladislaus, der es wiederum mit dem Herzogtum Beuthen verband.
Nach dem Erlöschen des Beuthener Zweigs der Schlesischen Piasten 1355 gelangte Tost nach einem langwierigen Erbstreit 1357 an das Herzogtum Teschen, mit dem es bis 1484 verbunden blieb. Primislaus III., Sohn Kasimirs von Auschwitz, residierte 1434 bis zu seinem Tod 1484 in Tost. 1497 wurde das Herzogtum Tost vom Oppelner Herzog Johann II. erworben, mit dem der Oppelner Zweig der Schlesischen Piasten 1532 erlosch. Zusammen mit Oppeln fiel es als erledigtes Lehen durch Heimfall an die Krone Böhmen, die 1526 an die Habsburger gelangt war.

## Herrschaft Tost-Peiskretscham
Der nun landesherrliche Besitz des ehemaligen Herzogtums Tost wurde 1557/58 von Kaiser Ferdinand I. zusammen mit Peiskretscham und acht Dörfern an die Freiherren von Redern verpfändet, die die so entstandene Herrschaft Tost-Peiskretscham 1593 von böhmischen König Rudolf II. erwarben. Von 1638 bis 1707 und nochmals von 1752 bis 1759 gehörte die Herrschaft Tost-Peiskretscham den Grafen Colonna. 1718–1752 war sie im Besitz des Grafen Franz Kottulinsky und 1759–1791 der Grafen Friedrich Wilhelm und August Wilhelm Sigismund von Posadowsky. Anschließend gehörte sie bis 1797 Joseph von Eichendorffs Vater Adolph Freiherr von Eichendorff, dem die Grafen Gaschin folgten. Sie verkauften die Herrschaft 1841 der Familie von Guradze.

## Herzöge von Tost
- 1304–1328/29 Boleslaus (Beuthen-Tost)
- 1369–1410 Przemislaus I. (Teschen)
- 1414–1433/34 Kasimir I. (um 1396–1434), Herzog von Auschwitz, Tost und halb Gleiwitz, Sohn Primislaus II. von Auschwitz
- 1433/34–1445 Wenzel I. († 1465), Herzog von Auschwitz, Tost und Zator, Sohn Kasimirs I.
- 1445–1484 Primislaus/Przemko III. († 1484), Herzog von Tost, Sohn Kasimirs I.